# Sint-Bavokerk (Nuth)
De Sint-Bavokerk is een kerkgebouw in het Nederlandse dorp Nuth, in de Zuid-Limburgse gemeente Beekdaelen. De parochiekerk staat in het oudste gedeelte van Nuth en wordt geheel omgeven door de Dorpsstraat. De kerk staat op een kerkheuvel waar de huizen in een cirkel omheen zijn gebouwd. Om de kerk ligt er een grasveld waar zich verschillende grafkruizen bevinden.
Het kerkgebouw is een rijksmonument en is gewijd aan Sint Bavo.

## Geschiedenis
Vermoedelijk heeft er reeds in de middeleeuwen een kerkje op deze plek gestaan. Hierop wijzen de zich in de kerk bevindende altaarsteen onder de toren en een doopvont, die beide uit de 12e eeuw stammen. In elk geval heeft tot 1763 een kleiner kerkgebouw op deze plek gestaan zoals uit  geschriften en de fundamentresten is te herleiden. Tussen 1690 en 1763 wordt getracht de dan bouwvallige kerk met lage toren, een middenschip en twee aangeplakte zijbeuken in stand te houden.
In 1763 wordt de nieuwe toren en het eerste deel van het schip over de oude kerk heen gebouwd. Op die manier konden de diensten tijdens de bouw gewoon doorgaan. Het schip met de westtoren zijn in trant van de architect Laurenz Mefferdatis uit Aken opgetrokken.
In 1923 werden de zijbeuken en een nieuw koorgedeelte aangebouwd.

## Opbouw
Het gebouw bestaat uit een ongelede westtoren, een driebeukig schip, een transept met forse markante vieringtoren en een koor.